# Чернышевское городское поселение
Городско́е поселе́ние «Чернышевское» — муниципальное образование в Чернышевском районе Забайкальского края Российской Федерации.
Административный центр — пгт Чернышевск.

## История
Статус и границы городского поселения установлены Законом Читинской области от 19 мая 2004 года «Об установлении границ, наименований вновь образованных муниципальных образований и наделении их статусом сельского, городского поселения в Читинской области».

## Население
| 2009    | 2010    | 2011    | 2012    | 2013    | 2014    | 2015    |
| ------- | ------- | ------- | ------- | ------- | ------- | ------- |
| 12 207  | ↗13 359 | ↘13 337 | ↘13 213 | ↗13 246 | ↘13 148 | ↘13 020 |
| 2016    | 2017    | 2018    | 2019    | 2020    | 2021    |         |
| ↘12 968 | ↘12 868 | ↘12 762 | ↘12 654 | ↗12 737 | ↗13 670 |         |

## Состав городского поселения
| № | Населённый пункт | Тип населённого пункта      | Население |
| - | ---------------- | --------------------------- | --------- |
| 1 | Чернышевск       | пгт, административный центр | ↗13 670   |